# MGM-18 Lacrosse
MGM-18 Lacrosse — оперативно-тактическая ракета.
Создана в Соединенных Штатах Америки. Находилась на вооружении армии США в 1959—1964 годах.
Пробные пуски состоялись в 1954 году.

## Тактико-технические характеристики
- Стартовый вес: 1040 кг
- Длина: 5,85 м
- Диаметр: 0,52 м
- Размах крыльев: 2,74 м
- Размах хвостового оперения: 1,43 м
- Двигатель: одноступенчатый твердотопливный Thiokol XM10 / XM10E1
- Дальность: 8-30 км
- Боевая часть :
  - T-34 фугасная, 245 кг
  - W-40 ядерная, 1,7 и 10 кт
- Скорость полёта: 0,8 М
- Система управления: Радиокомандная